# Tapinoma subtile
Tapinoma subtile es una especie de hormiga del género Tapinoma, subfamilia Dolichoderinae. Fue descrita científicamente por Santschi en 1911.
Se distribuye por Comoras, Madagascar, Mauricio, Mayotte, Reunión y Seychelles. Se ha encontrado a elevaciones de hasta 1513 metros. Vive en microhábitats como la vegetación baja, troncos podridos, ramas muertas y debajo de piedras.